# Seznam generálních sekretářů Governatorátu Městského státu Vatikán
- Biskup Bruno Bertagna (1990–1994)
- Biskup Gianni Danzi (1994–2005)
- Biskup Renato Boccardo (2005–2009)
- Arcibiskup Carlo Maria Viganò (2009–2011)
- Biskup Giuseppe Sciacca (2011–2013)
- Arcibiskup Fernando Vérgez Alzaga, L.C., (2013–2021)
- Sr. Raffaella Petrini (2021–2025)
- Arcibiskup Emilio Nappa (od 2025, spolu s následujícím)
- avv. Giuseppe Puglisi-Alibrandi (od 2025, spolu s předchozím)